# 알바로 로드리게스
알바로 로드리게스(스페인어: Álvaro Daniel Rodríguez Muñoz, 2004년 7월 14일~)는 우루과이의 축구 선수로, 현재 스페인 라리가의 엘체에서 공격수로 활동하고 있다.

## 어린 시절
우루과이 국가대표 축구 선수 출신 코키토와 스페인인 어머니 사이에서 태어났다.
지로나 FC의 유소년 팀에서 5년을 보낸 후, 레알 마드리드의 라 파브리카에 입단해 2022년 코파 델 레이 후베닐 데 푸트볼에서 우승했다.

## 구단 경력
2021년 10월 24일, 레알 마드리드 카스티야 소속으로 아틀레티코 산루케뇨와의 경기에 교체 출전해 프로 데뷔전을 치렀으며, 2022년 1월 8일에 첫 선발 출장을 해 FC 안도라를 데뷔골을 넣으며 1-3 승리에 기여했다.
2022년 10월 22일, 라리가의 세비야와의 경기에서 처음으로 레알 마드리드 1군 선수로 벤치에서 대기했으며, 2023년 1월 3일에 카세레뇨를 상대로 한 코파 델 레이 경기에서 1군에 데뷔했다.
2023년 2월 19일, 오사수나와의 경기에서 라리가 데뷔전을 치렀으며, 후반에 도움으로 기록하여 구단의 2-0 승리에 기여했다. 2월 25일에는 아틀레티코 마드리드와의 경기에서 라리가 데뷔골을 기록했다.